# Лунциг
Лунциг (нем. Lunzig) — община в Германии, в земле Тюрингия. 
Входит в состав района Грайц. Подчиняется управлению Лойбаталь.  Население составляет 162 человека (на 31 декабря 2010 года). Занимает площадь 3,76 км².